# Vélez de Benaudalla
Vélez de Benaudalla település Spanyolországban, Granada tartományban. Vélez de Benaudalla El Pinar, Lanjarón, Órgiva, Lújar, Motril, Salobreña és Los Guájares községekkel határos. Lakosainak száma 3054 fő (2024).

## Népesség
A település népessége az elmúlt években az alábbi módon változott:
| Lakosok száma | 2489 | 2575 | 2965 | 2968 | 2947 | 2876 | 2875 | 2841 | 2923 | 3054 |
|               | 2001 | 2004 | 2006 | 2009 | 2011 | 2014 | 2016 | 2019 | 2021 | 2024 |